# 조니 와이즈뮬러
피터 존 (조니) 와이즈뮬러(Peter John (Johnny) Weissmuller /ˈwaɪsmʌlər/, 본명:독일어: Johann Peter Weißmüller 요한 페터 바이스뮐러[*] [ˈʋaɪ̯smʏlɐ], 1904년 6월 2일 ~ 1984년 1월 20일)는 오스트리아-헝가리 태생의 미국 수영 선수, 수구 선수, 배우이다. 1920년대에 자유형을 전문으로 활약하면서 올림픽에서 5개의 금메달을 획득하고 67개의 세계 기록을 세웠다. 파리에서 열린 1924년 하계 올림픽과 암스테르담에서 열린 1928년 하계 올림픽에서 100m 자유형과 4 × 200m 계영에서 우승했다. 파리 올림픽에서 400m 자유형에서도 금메달을 땄고, 수구 경기에서 미국 대표팀으로 참가 동메달을 땄다.
수영에서 은퇴한 후, 와이즈뮬러는 1932년부터 1948년까지 12편의 장편 영화에서 에드거 라이스 버로스의 타잔 역을 맡아 연기했다. 6편은 메트로 골드윈 메이어MGM에서 제작했으며, 6편은 RKO에서 제작했다. 와이즈뮬러는 8년 동안 16편의 정글짐 영화에 출연한 후 정글짐 TV 시리즈의 30분짜리 에피소드 26편을 촬영했다.

## 어린 시절

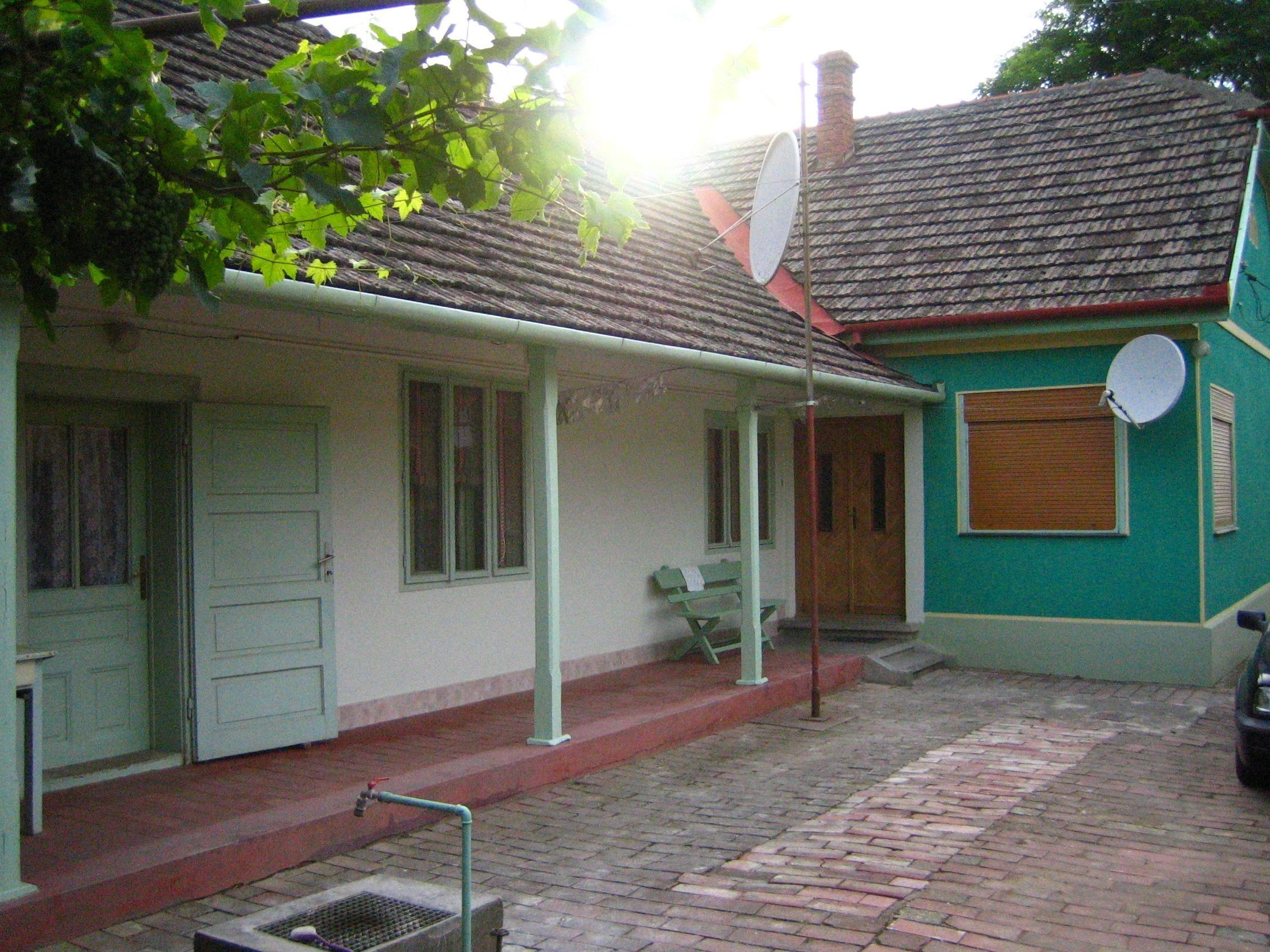
프라이도르프의 바이스뮐러 생가

요한 페터 바이스뮐러는 1904년 6월 2일 오스트리아-헝가리 헝가리 왕구의 프라이도르프의 독일계 가정에서 태어났다. 그는 헝가리에서 태어난 바이스뮐러가의 6대손으로, 조상이 1749년경 바덴에서 이민을 왔다. 3일 후 그는 독일어 이름의 헝가리어 버전인 야노스(János)로 가톨릭 세례를 받았다. 이듬해인 1905년 1월 26일, 그의 아버지 페터 바이스뮐러와 어머니 엘리자베트 바이스뮐러는 그를 데리고 S.S. 로테르담호를 타고 뉴욕의 엘리스섬으로 12일이 걸리는 여행을 했다. 그들은 펜실베이니아주 윈드버에 도착해 가족과 함께 살게 되었다. 조니의 동생 피터는 이듬해 9월에 태어났다.
3년 후 그들은 그의 어머니의 부모님과 함께 있기 위해 시카고로 이주했다. 그의 부모님은 어린 시절에 살았던 공동 주택에서 한 층을 임대했다. 9살 때, 와이즈뮬러는 소아마비에 걸렸고 그의 주치의는 그의 회복을 돕기 위해 수영을 권했다. 미시간호의 풀러턴 비치는 수영에 대한 조니의 사랑이 시작된 곳으로, 그 곳에서 첫 수영 수업을 받았다. 그는 즉시 두각을 나타냈고 그가 할 수 있는 모든 경주에 참가하여 우승하기 시작했다. 조니의 아버지는 조니가 8학년이었을 때 가족을 버리고 떠났다. 그는 어머니와 남동생을 부양하기 위해 학교를 그만두고 일을 시작했다.
와이즈뮬러가 11 살이었을 때 그는 YMCA에 가입하기 위해 거짓말을 했는데, YMCA에는 12 세의 최소 가입 규칙이 있었다. 그는 그가 참가한 모든 수영 경기에서 우승했으며 달리기와 높이뛰기에서도 뛰어났다. 얼마 지나지 않아 그는 미국 최고의 수영 팀 중 하나인 일리노이 애슬레틱 클럽에 가입했다.

## 수영 선수 경력

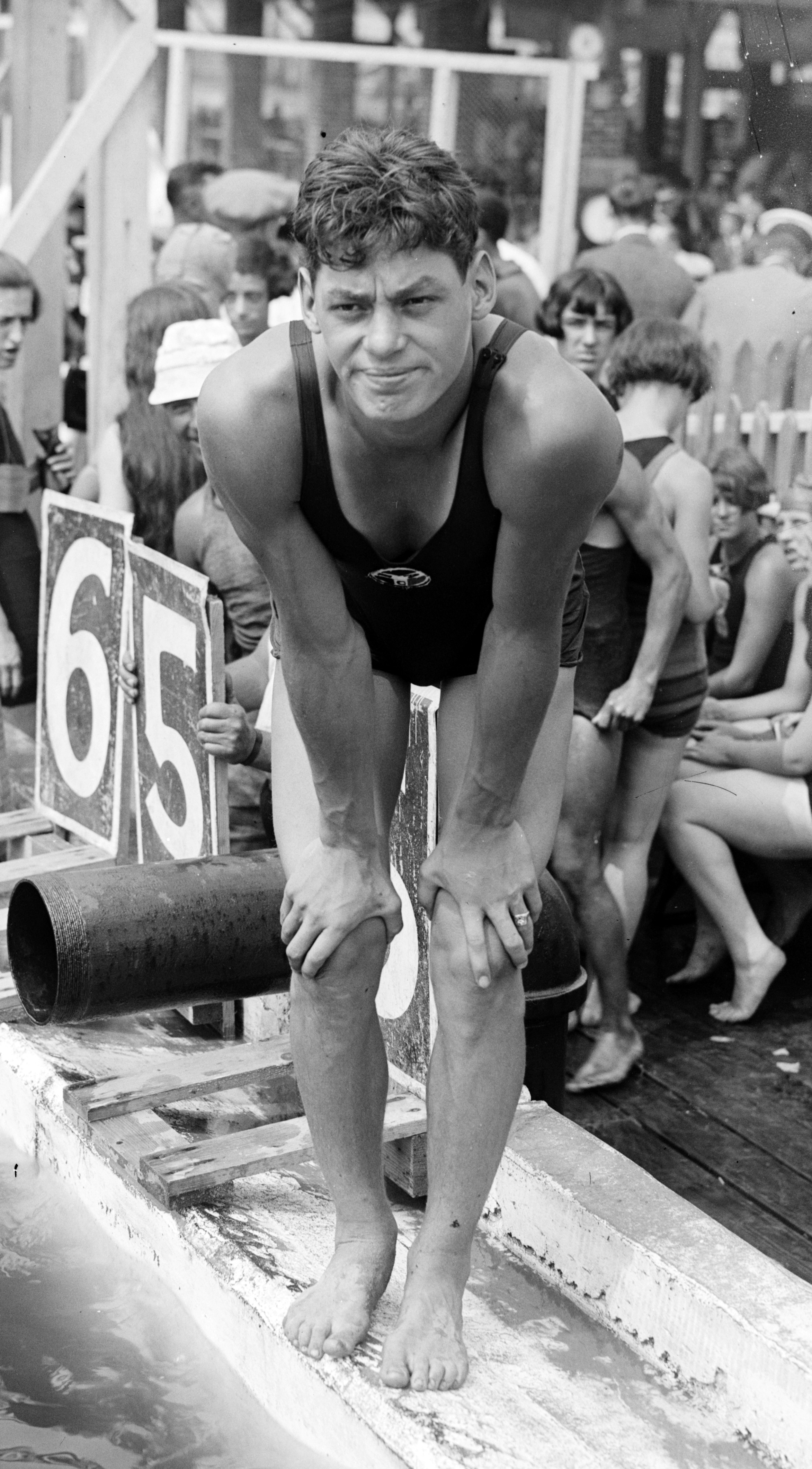
1924년 와이즈뮬러

와이즈뮬러는 수영 코치 빌 바흐라흐에게 시험을 치뤘다. 자신이 본 것에 깊은 인상을 받은 그는 와이즈뮬러를 그의 휘하로 데려갔다. 그는 또한 조니 와이즈뮬러의 강력한 멘토였다. 1921년 8월 6일, 와이즈뮬러는 수영 선수 경력을 시작했다. 그는 네 번의 아마추어 운동 협회(AAU) 경기에 참가하여 모두 우승했다. 그는 1921년 9월 27일 AAU 내셔널에서 100m와 150야드 종목에서 처음으로 두 개의 세계 기록을 세웠다.
1922년 7월 9일, 바이스뮐러는 100m 자유형에서 58.6초로 듀크 카하나모쿠의 세계 기록을 깼다. 그는 1924년 하계 올림픽 100m에서 카하나모쿠를 제치고 금메달을 획득했다. 또한 400m 자유형에서 우승했으며 4×200m 계주에서 우승한 미국 팀의 일원이었다. He also won the 400-meter freestyle and was a member of the winning U.S. team in the 4×200-meter relay.
4년 후 암스테르담에서 열린 1928년 하계 올림픽에서 그는 두 개의 금메달을 추가했다. 와이즈뮬러가 영양, 관장 및 운동에 대한 존 하비 켈로그의 전체론적 생활 방식에 열광하게 된 것은 이 시기였다. 그는 미시간주 배틀크리크에 있는 켈로그의 요양원에 가서 새로운 120피트 수영장을 기부했고, 켈로그가 처방한 채식 식단을 채택한 후 자신의 이전 수영 기록 중 하나를 깼다.
1927년, 와이즈뮬러는 100야드 자유형에서 51.0초의 세계 신기록을 세웠는데, 이 기록은 17년 동안 깨지지 않았다. 그는 1940년 36세의 나이로 빌리 로즈 세계 박람회 수영장에서 48.5초로 기록을 향상시켰지만, 이 결과는 그가 프로 선수로 경쟁하고 있었기 때문에 무시되었다.
미국 남자 수구 국가대표팀의 일원으로 1924년 하계 올림픽에서 동메달을 땄다. 그는 또한 1928년 올림픽에도 출전했는데, 미국 대표팀은 7위를 차지했다.
와이즈뮬러는 총 5개의 올림픽 금메달과 1개의 동메달을 획득했고, 52개의 미국 국내 선수권 대회에서 우승하였고, 67개의 세계 기록을 세웠다. 그는 100미터 자유형을 1분 이내에, 440야드 자유형을 5분 이내에 수영한 최초의 남자였다. 그는 한 번도 경기에서 패하지 않았고 무패의 아마추어 기록으로 은퇴했다. 1950년에는 AP 통신에 의해 20세기 전반기의 가장 위대한 수영 선수로 선정되었다.

## 영화 배우 경력
와이즈뮬러 의 첫 번째 영화는 《Glorifying the American Girl》에서 대사가 없는 아도니스 역이었다. 그는 무화과 잎만 입고 여배우 메리 이턴을 어깨에 메고 등장했다. 그는 작가 시릴 흄의 눈에 띄었고, 이로 인해 1932년 《유인원 타잔(Tarzan the Ape Man)》에서 타잔을 연기하는 계기가 되었다.

《타잔의 비밀 보물》에서 와이즈뮬러(타잔 역)와 모린 오설리번(제인 역)

타잔을 연기해달라는 요청을 받았을 때, 와이즈뮬러는 이미 BVD 속옷 모델로 계약되어 있었다. MGM은 그레타 가르보와 마리 드레슬러와 같은 여배우를 BVD 광고에 출연시켜 그가 BVD 계약에서 벗어날 수 있도록 합의했다. 타잔의 원작자 에드거 라이스 버로스는 와이즈뮬러에 만족했지만, 타잔을 영어를 거의 못하는 개인으로 묘사하는 스튜디오의 묘사를 너무 싫어해서 허먼 브릭스가 주연을 맡은 다른 타잔 시리즈를 동시에 제작했다.
와이즈뮬러는 결정적인 타잔으로 여겨졌다. 그는 유명한 '타잔의 고함"을 만들어 냈는데, 이것은 음향 녹음가 더글러스 시어러가 만들었다. 시어러는 와이즈뮬러의 정상적인 고함을 녹음했지만, 이를 조작해 역으로 재생했다.
와이즈뮬러는 계속해서 영화 정글짐에서 주연을 맡았다. 그는 8년 동안 16편의 정글짐 영화에 출연했고, 정글짐 TV 시리즈의 26개 에피소드를 촬영했다.
바이스뮬러는 1957년 연기에서 은퇴했다.

## 사생활

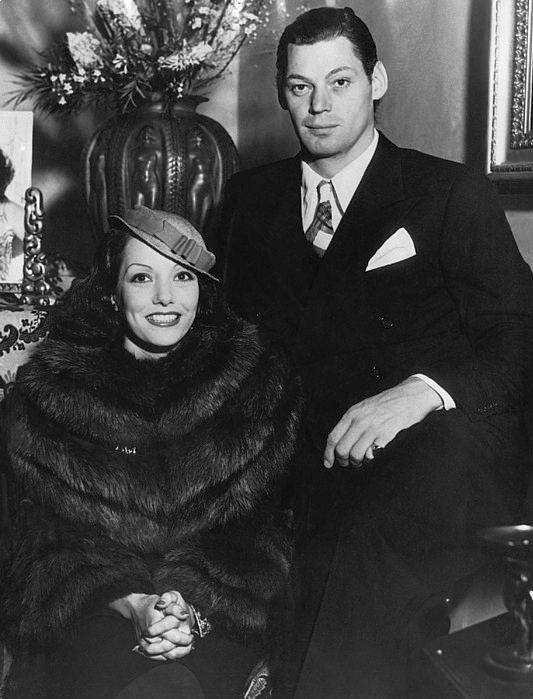
두번째 부인인 멕시코 배우 루페 벨레스와의 사진. 1934년 신문 사진

바이스뮬러는 5차례 결혼했다. 밴드이자 클럽 가수인 바버 아른스트(1931년 결혼, 1933년 이혼), 배우인 루페 벨레스(1933년 결혼, 1939년 이혼), 베릴 스콧(1939년 결혼, 1948년 이혼), 알레네 게이츠(1948년 결혼, 1962년 이혼), 마리아 거트루드 바우만(1921년 출생, 2004년 사망; 그들은 1963년부터 1984년 와이즈뮬러 가 사망할 때까지 결혼을 유지했다)와 결혼했다.
바이스뮬러는 세 번째 부인 베릴과의 사이에서 조니 와이즈뮬러 주니어(Johnny Weissmuller, Jr., 1940~2006), 웬디 앤 와이즈뮬러 (Wendy Anne Weissmuller, 1942년 출생), 하이디 엘리자베스 와이즈뮬러(Heidi Elizabeth Weissmuller, 1944~1962)의 세 자녀를 두었다. 그는 바우만과의 사이에 의붓딸 리사 와이즈뮬러-갤러거도 두었다.
와이즈뮬러는 자신의 삶을 통해 많은 사람들의 생명을 구했다. 매우 주목할 만한 한 사례는 1927년 시카고 마라톤을 위한 훈련 중에, 와이즈뮬러가 보트 사고로 익사하는 11명을 구한 일이다. 1927년 7월 28일, 링컨 파크에서 시립 부두로 순항하던 소형 유람선 페이버릿호가 노스 애비뉴에서 0.5마일 떨어진 곳에서 갑자기 심한 폭우로 전복되면서 16명의 어린이, 10명의 여성, 1명의 남성이 익사했다. 75명의 여성과 아이들, 그리고 6명의 남성들이 배와 함께 가라앉았지만, 구조대원들은 그들 중 50명 이상을 구했다. 와이즈뮬러는 많은 사람들을 구한 시카고 인명 구조대원 중 한 명이었다.

## 말년
1974년, 와이즈뮬러는 엉덩이와 다리가 모두 부러져, 수년간 건강이 악화되기 시작되었다. 병원에 입원해 있는 동안, 평생 수영과 운동을 매일 꾸준히 했음에도 불구하고 심각한 심장 질환을 앓고 있다는 것을 알게 되었다. 1977년, 와이즈뮬러는 여러 차례 뇌졸중을 앓았다. 1979년, 그는 캘리포니아 우드랜드힐스에 있는 영화 & 텔레비전 컨트리 하우스 및 병원에 몇 주 동안 입원한 후 마지막 아내 마리아와 함께 그의 마지막 타잔 영화 촬영지인 멕시코 아카풀코로 이사했다.
1984년 1월 20일, 와이즈뮬러는 79세의 나이로 폐부종으로 사망했다. 그는 아카풀코 외곽의 바예데라루스에 있는 묘지에 묻혔다. 그의 관이 땅에 내려앉자, 그의 요청에 따라 그가 발명한 타잔의 고함 소리 녹음이 세 번 재생되었다. 그는 테드 케네디 상원의원과 로널드 레이건 대통령이 주선한 국가 원수에 걸맞은 21발의 예포를 받는 영예를 안았다.

## 유산

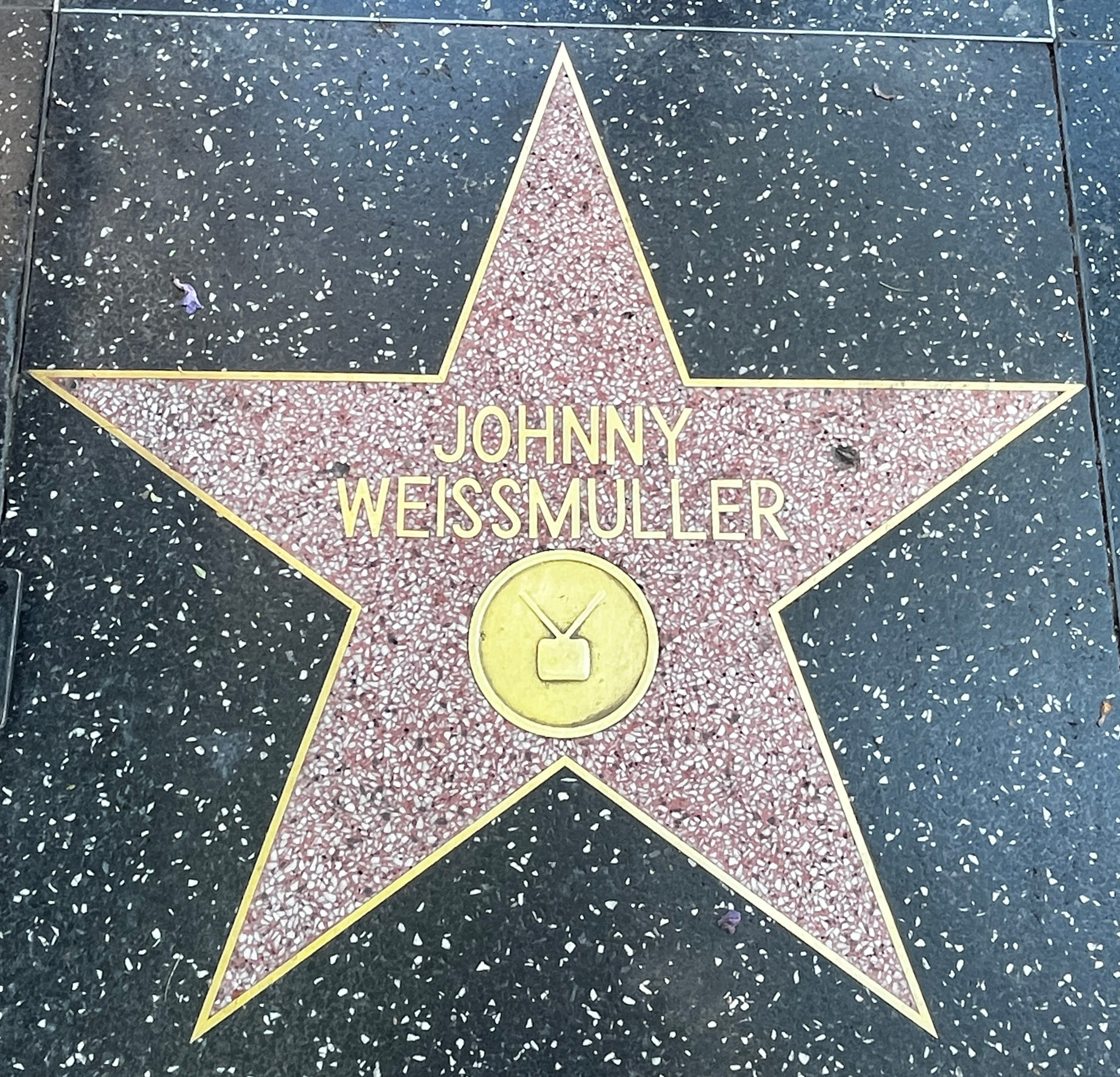
할리우드 명예의 거리의 조니 와이즈뮬러 별

영화 산업에 대한 그의 공헌으로, 조니 와이즈뮬러는 할리우드 명예의 거리에 별을 달았다.
그는 비틀즈의 음반 《Sgt. Pepper's Lonely Hearts Club Band》(1967) 커버에도 참여했다.
1973년, 와이즈뮬러는 조지 이스트먼 하우스가 영화 예술에 기여한 공로를 인정하여 수여하는 조지 이스트먼 상을 수상했다.
와이즈뮬러는 1965년 국제 수영 명예의 전당의 창립 회장이 된 후 명예의 전당에 헌액되었다.

## 같이 보기
- 올림픽 다관왕 목록
- 올림픽 수영 남자 메달리스트 목록
- 수영 계영 800m 세계 기록 추이
- 수영 자유형 100m 세계 기록 추이
- 수영 자유형 200m 세계 기록 추이
- 수영 자유형 400m 세계 기록 추이
- 수영 자유형 800m 세계 기록 추이